# Броньовий пояс

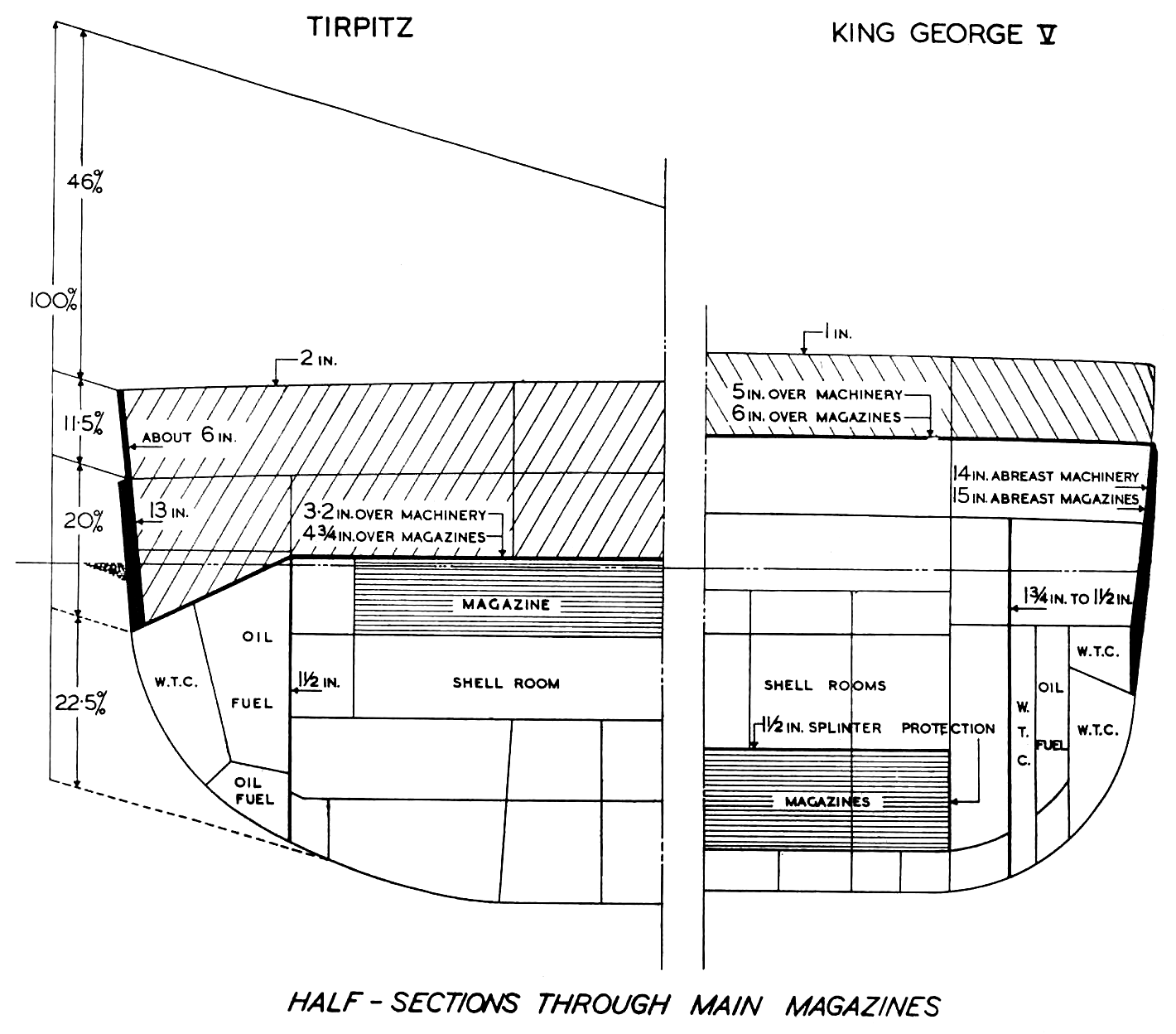
Порівняння броньових поясів лінкорів: німецького «Тірпіц» (ліворуч) та британського «Король Георг V» (праворуч)

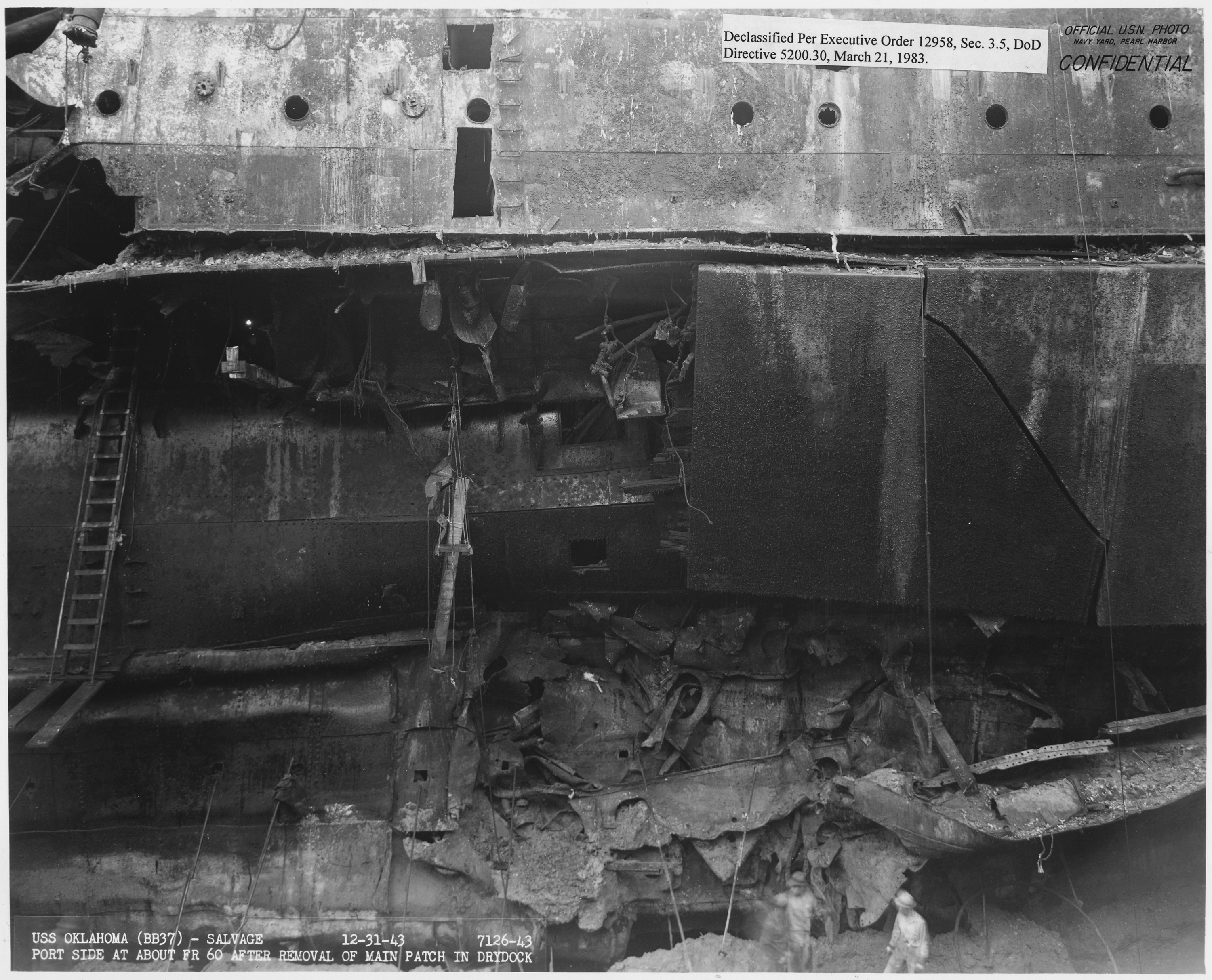
Пошкодження броньового поясу американського лінкора USS «Оклахома»

Броньовий пояс — товстий шар металевої броні, розташований на зовнішній поверхні бортів або з внутрішньої сторони корпусу військових кораблів, зазвичай броненосців, лінкорів, крейсерів і лінійних крейсерів, а також авіаносців, переобладнаних під нові завдання із зазначених вище типів суден.
У переважній більшості випадків основний бронепояс захищає ділянку борту від головної палуби і до певного рівня нижче ватерлінії корабля. Броньові листи встановлюють на виступі зовні обшивки — шельфі. Якщо броньовий пояс вбудовується в корпус замість того, щоб формувати зовнішню його частину, то він розташовується під кутом для збільшення захисту.
При влученні артилерійського снаряда (корабельної або берегової артилерії) або торпеди у військовий корабель, броньовий пояс запобігає проникненню уражаючих елементів всередину корабля, будучи або перешкодою для фугасної частини, або відводячи снаряд (а також силу вибуху) завдяки похилому розташуванню броні.
Найчастіше основні плити бронепояса доповнювали протиторпедні переділки, розташовані кількома метрами позаду, вони служать для збереження водонепроникності корпусу при пошкодженні основної частини броні. Крім цього, в деяких проєктах відсіки, що примикають до бронепояса, заповнювалися резервуарами з нафтою, морською або прісною водою. Рідина в цистернах поглинає або розсіює енергію вибуху боєголовок і снарядів. В інших випадках, як це проілюстровано на кресленику поперечного розрізу лінкорів «Король Георг V» і «Тірпіц», відсіки, які прилягають до основного корпусу корабля, лишалися порожніми, дозволяючи вибуховій хвилі частково розсіятися, в той час як наступні «рідкі» шари захисту поглинали будь-які осколки і розосереджену енергію детонації на більш широкій площі, конструктивні ж перегородки запобігають появі протікань з цих відсіків.